# جوزيف ارين راي
جوزيف ارين راي (بالإنجليزية: Joseph Warren Ray)‏ هو قاضي ومحامي وسياسي أمريكي، ولد في 25 مايو 1849، وتوفي في 15 سبتمبر 1928. حزبياً، نشط في الحزب الجمهوري. وقد انتخب عضو مجلس النواب الأمريكي.